# Christie (Oklahoma)
Christie is een plaats (census-designated place) in de Amerikaanse staat Oklahoma, en valt bestuurlijk gezien onder Adair County.

## Demografie
Bij de volkstelling in 2000 werd het aantal inwoners vastgesteld op 166.

## Geografie
Volgens het United States Census Bureau beslaat de plaats een oppervlakte van
20,1 km², geheel bestaande uit land. Christie ligt op ongeveer 262 m boven zeeniveau.

## Plaatsen in de nabije omgeving
De onderstaande figuur toont nabijgelegen plaatsen in een straal van 16 km rond Christie.